# Riccardo Russo
Riccardo Russo (Maddaloni, 10 ottobre 1992) è un pilota motociclistico italiano, campione italiano classe Superstock 600 nel 2012.

## Carriera
Inizia con il motociclismo sportivo correndo con delle minimoto, per poi prendere parte nel 2008 ad una gara della classe 125 nel campionato italiano velocità. Continua nella classe 125 italiana anche il 2009, questa volta partecipando al campionato completo con una Aprilia RS 125 R del team Ellegi Racing, classificandosi nono con 34 punti nella graduatoria piloti.
Nel 2010 inizia la sua esperienza con le moto derivate dalla serie guidando una Yamaha YZF R6 del team Bike e Motoracing nella categoria Stock 600 del campionato italiano, chiudendo quinto con 58 punti. Nello stesso anno ottiene tre wild card per il campionato europeo Superstock 600, conquistando 24 punti ed il diciassettesimo posto in classifica.
Doppio impegno per Russo nel 2011, quando prende parte sia al CIV che alla sua prima stagione da pilota titolare nell'europeo Superstock 600 con il team Trasimeno. I risultati stagionali lo vedono secondo con 116 punti in ambito nazionale e sesto con 94 punti in ambito continentale.
Migliora i suoi riscontri nel 2012, arrivando secondo nel campionato europeo Superstock 600 con una Yamaha YZF R6 del team Italia FMI e vincendo il CIV Stock 600. Esordisce in una competizione mondiale nel 2013 quando è iscritto al campionato mondiale Supersport con una Kawasaki ZX-6R del team Puccetti Racing Kawasaki. Ottiene come miglior risultato un quarto posto nel Gran Premio d'Italia a Monza. Sempre nel 2013, con lo stesso team del mondiale, disputa alcune gare nel campionato Italiano Supersport ottenendo una vittoria, una pole position e quattro giri veloci in gara.
Nel 2014 continua a disputare il mondiale Supersport, passando però al team Lorini che gli affida una Honda CBR600RR. Nella stessa stagione debutta nel mondiale Superbike in sella alla Kawasaki ZX-10R (moto iscritta alla classe EVO) del team Pedercini, lasciata libera dall'infortunio di Luca Scassa. Nello stesso anno corre anche cinque gare nella classe Moto2 del motomondiale con la Suter MMX2 del team Tasca Racing in sostituzione di Alex De Angelis. In Supersport chiude diciassettesimo con 25 punti, in Superbike chiude trentesimo con 5 punti, in Moto2 non prende punti.
Il 20 ottobre 2014 sigla il contratto con il team CIA Landlords Insurance Honda per partecipare nel 2015 al campionato mondiale Supersport. Partecipa alle prime otto gare della stagione totalizzando 31 punti che gli valgono il sedicesimo posto nel mondiale. Termina la stagione con il team G.M. Racing e una Yamaha YZF-R1 con cui prende parte alle ultime gare dell'edizione 2015 della Superstock 1000 FIM Cup e del Campionato Italiano Velocità. Conclude la Superstock al ventesimo posto e l'italiano Superbike al ventunesimo.
Nel 2016 diventa pilota titolare nella Superstock 1000 FIM Cup, portando in pista, assieme al francese Florian Marino, la Yamaha del team Pata Yamaha Official Stock Team. In questa stagione è costretto a saltare il Gran Premio d'Inghilterra e quelli in Italia a Imola e Misano a causa di una frattura a tibia e perone rimediate ad Assen dove partiva dalla pole position. Rientra per il Gran Premio di Germania al Lausitzring dove coglie il primo podio di categoria giungendo terzo. Chiude la stagione al nono posto con quarantanove punti ottenuti.  In questa stagione inoltre disputa la seconda parte del campionato Italiano Superbike ottenendo tre piazzamenti a podio e l'undicesimo posto in classifica piloti.
Nel 2017 si trasferisce nel campionato mondiale Superbike in sella ad una Yamaha YZF-R1 del team Guandalini Racing. A partire dal Gran Premio degli Stati Uniti a Laguna Seca, il suo posto in squadra viene preso da Jakub Smrž. Il 9 agosto 2017 ritorna nel mondiale Superbike con il team Pedercini, dove guida la Kawasaki ZX-10R lasciata libera da Alex De Angelis. Chiude la stagione al ventottesimo posto in classifica piloti con tredici punti ottenuti. Nel 2018 torna ad essere pilota titolare nella Superstock 1000 FIM Cup, alla guida di una Kawasaki ZX-10R gestita dal team C.M. racing A.S.D. A partire dal Gran Premio di Misano si trasferisce al team Motocorsa, alla guida di una Ducati Panigale R. Chiude la stagione al nono posto in classifica piloti, con 46 punti ottenuti. Facendo il medesimo cambio di motocicletta, corre anche nel CIV classificandosi settimo. Nel 2019 è pilota titolare nel CIV Superbike col team Motocorsa Racing, chiude al quinto posto con tre piazzamenti a podio. Nel 2021 disputa il campionato italiano Superbike. Con un'Aprilia del team Nuova M2 totalizza 76 punti e chiude al decimo posto in classifica. Nel 2023 è pilota titolare nel CIV Superbike in sella ad una Honda del team DMR Racing, il compagno di squadra è Agostino Santoro. Ottiene un podio a Vallelunga e chiude il campionato al settimo posto tra i piloti. Nel 2024 prosegue con la stessa squadra dell'annata precedente, passata a motociclette Yamaha. Conquista punti in tutte le gare disputate e sale sul podio in occasione di gara uno del secondo evento al Mugello; chiude il campionato al quinto posto.

## Risultati in gara

### Campionato mondiale Supersport
| 2013 | Moto     |  |   |    |   |    |     |     |    |     |   |  |     |   |  | Punti | Pos. |
| ---- | -------- |  | - | -- | - | -- | --- | --- | -- | --- | - |  | --- | - |  | ----- | ---- |
| 2013 | Kawasaki |  | 5 | 14 | 4 | 14 | Rit | Rit | AN | Rit | 6 |  | Rit | 6 |  | 48    | 14º  |

| 2014 | Moto  |   |     |    |   |    |    |  |  |  |  |  |  |  |  | Punti | Pos. |
| ---- | ----- | - | --- | -- | - | -- | -- |  |  |  |  |  |  |  |  | ----- | ---- |
| 2014 | Honda | 8 | Rit | 14 | 8 | 13 | 12 |  |  |  |  |  |  |  |  | 25    | 17º  |

| 2015 | Moto  |     |     |    |    |   |    |     |   |  |  |  |  |  |  | Punti | Pos. |
| ---- | ----- | --- | --- | -- | -- | - | -- | --- | - |  |  |  |  |  |  | ----- | ---- |
| 2015 | Honda | Rit | Rit | 11 | 10 | 8 | 12 | Rit | 8 |  |  |  |  |  |  | 31    | 16º  |

| Legenda | 1º posto        | 2º posto            | 3º posto           | A punti      | Senza punti        | Grassetto – Pole position Corsivo – Giro più veloce |
| Legenda | Gara non valida | Non qual./Non part. | Ritirato/Non class | Squalificato | '-' Dato non disp. | Grassetto – Pole position Corsivo – Giro più veloce |

### Campionato mondiale Superbike
| 2014 | Moto     |  |  |  |  |  |  |  |  |  |  |  |  |    |    |    |    |  |  |  |  |  |  |  |  |  |  |  |  | Punti | Pos. |
| ---- | -------- |  |  |  |  |  |  |  |  |  |  |  |  | -- | -- | -- | -- |  |  |  |  |  |  |  |  |  |  |  |  | ----- | ---- |
| 2014 | Kawasaki |  |  |  |  |  |  |  |  |  |  |  |  | 17 | 14 | 14 | 15 |  |  |  |  |  |  |  |  |  |  |  |  | 5     | 30º  |

| 2017 | Moto              |    |     |    |    |    |     |     |     |     |     |     |    |     |    |  |  |     |     |    |    |    |    |    |    |  |  |  |  | Punti | Pos. |
| ---- | ----------------- | -- | --- | -- | -- | -- | --- | --- | --- | --- | --- | --- | -- | --- | -- |  |  | --- | --- | -- | -- | -- | -- | -- | -- |  |  |  |  | ----- | ---- |
| 2017 | Yamaha e Kawasaki | 16 | Rit | 17 | 12 | 16 | Rit | Rit | Rit | Rit | Rit | Rit | 12 | Rit | NP |  |  | Rit | Rit | 14 | 14 | 15 | 16 | 17 | 16 |  |  |  |  | 13    | 28º  |

| Legenda | 1º posto        | 2º posto            | 3º posto           | A punti      | Senza punti        | Grassetto – Pole position Corsivo – Giro più veloce |
| Legenda | Gara non valida | Non qual./Non part. | Ritirato/Non class | Squalificato | '-' Dato non disp. | Grassetto – Pole position Corsivo – Giro più veloce |

### Motomondiale
| 2014 | Classe | Moto  |  |  |  |  |  |  |  |  |  |  |    |    |     |    |     |  |  |  | Punti | Pos. |
| ---- | ------ | ----- |  |  |  |  |  |  |  |  |  |  | -- | -- | --- | -- | --- |  |  |  | ----- | ---- |
| 2014 | Moto2  | Suter |  |  |  |  |  |  |  |  |  |  | 23 | 23 | Rit | 24 | Rit |  |  |  | 0     |      |

| Legenda | 1º posto        | 2º posto            | 3º posto            | A punti      | Senza punti        | Grassetto – Pole position Corsivo – Giro più veloce |
| Legenda | Gara non valida | Non qual./Non part. | Ritirato/Non class. | Squalificato | '-' Dato non disp. | Grassetto – Pole position Corsivo – Giro più veloce |